# フルヴィオ・ルチザーノ

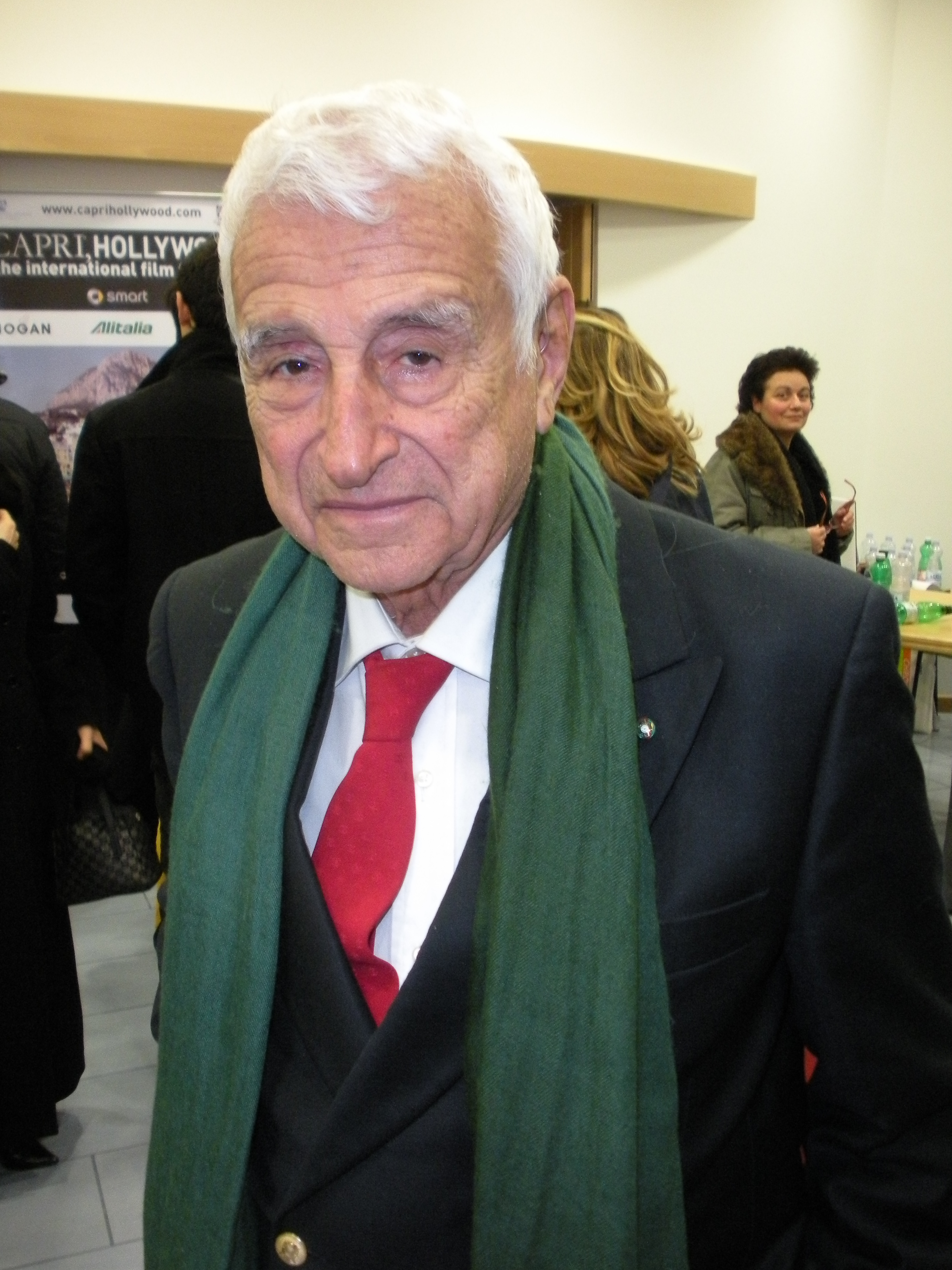
フルヴィオ・ルチザーノ

フルヴィオ・ルチザーノ（Fulvio Lucisano、1928年8月1日 ローマ - ）は、イタリアの映画プロデューサーである。映画製作配給会社「イタリアン・インターナショナル・フィルム」の創設者として知られるイタリア映画界の大御所である。

## 来歴・人物
1928年8月1日、イタリアの首都ローマに生まれる。
「イタリアン・インターナショナル・フィルム」社を設立、23歳にして、1951年に『百人のちいさな母 Cento piccole mamme』（監督ジュリオ・モレッリ、日本未公開）を製作して以来、500本を超える映画を製作、配給してきた。79歳の現在も現役である。
1963年に1本だけ、映画を監督している。ドキュメンタリー映画『Processo a Stalin』（共同監督レナート・マイ）がそれである。もちろん自社製作である。

## おもなフィルモグラフィ
- 百人のちいさな母 Cento piccole mamme　1951年　監督・原案・脚本ジュリオ・モレッリ、原案・共同脚本レオニード・モギー、音楽カルロ・インノチェンツィ
- 戦闘 La Guerra continua　1962年　監督レオポルド・サヴォーナ、脚本ジノ・デ・サンクティス、音楽アルマンド・トロヴァヨーリ、主演ジャック・パランス、ジョヴァンナ・ラリ、セルジュ・レジアニ
- バンパイアの惑星 Terrore nello spazio　1965年　監督・脚本マリオ・バーヴァ、原作レナート・ペストリニエーロ、共同脚本イヴ・メルキオー、ルイス・M・ヘイワード、カリスト・コスリッチ、アントニオ・ロマン、アルベルト・ベヴィラクア、ラファエル・J・サルヴィア、音楽ジーノ・マリヌッツィ・Jr、アントニオ・プレッツ・オルカ、主演バリー・サリヴァン
- ネブラスカの一匹狼 Ringo del Nebraska　1967年　監督・脚本アントニオ・ロマン（アンソニー・ロマン名義）、原案・共同脚本ジェズス・ナバロ、共同脚本アドリアーノ・ボルツォーニ、グラツィア・ベネデッティ、音楽グリエルモ・マンコーリ、主演ケン・クラーク、ピーター・カーター
- ナイトチャイルド Il medaglione insanguinato　1975年　監督・脚本マッシモ・ダラマーノ、共同脚本フランコ・マロッタ、ラウラ・トスカーノ、撮影フランコ・デリ・コリ、音楽ステルヴィオ・チプリアーニ、主演リチャード・ジョンソン、ニコレッタ・エルミ
- 死海からの脱出 La notte degli squali　1987年　監督・原案トニーノ・リッチ（アンソニー・リッチモンド名義）、脚本ティト・カルピ、音楽ステルヴィオ・チプリアーニ、製作総指揮アンナ・マリア・セラット、共同製作ニーノ・セグリーニ、主演トリート・ウィリアムズ、アントニオ・ファーガス、ジャネット・アグレン
- インクアイリー 審問 L'inchiesta　1987年　監督・脚本ダミアーノ・ダミアーニ、原案エンニオ・フライアーノ、スーゾ・チェッキ・ダミーコ、共同脚本ヴィットリオ・ボニチェリ、音楽リズ・オルトラーニ、共同製作シルヴィオ・クレメンテッリ、アンナ・マリア・クレメンテッリ、主演キース・キャラダイン、ハーヴェイ・カイテル
- トスカニーニ Il Giovane Toscanini　1988年　監督・脚本フランコ・ゼフィレッリ、共同脚本ウィリアム・H・スタディエム、音楽ロマン・ヴラド、共同製作タラク・ベン・アマール、主演C・トーマス・ハウエル、エリザベス・テイラー
- ムーンリットナイト In una notte di chiaro di luna　1989年　監督・脚本リナ・ウェルトミューラー、音楽グレコ・ダンジオ、アヴィヨン・トラヴェル、共同製作タラク・ベン・アマール、主演ルトガー・ハウアー、ナスターシャ・キンスキー、ピーター・オトゥール、フェイ・ダナウェイ、ドミニク・サンダ
- かぼちゃ大王 Il grande cocomero　1993年　監督・脚本フランチェスカ・アルキブジ、音楽ロベルト・ガット、バティッスタ・レーナ、製作総指揮・製作グイド・デ・ラウレンティス、レオ・ペスカローロ、モニーク・アノー、主演セルジョ・カステリット
- ぼくの名犬テンペスト Il destino ha 4 zampe　2001年　監督ティジアナ・アリスタルコ、脚本ステファノ・サドリー、音楽ステルヴィオ・チプリアーニ、製作総指揮パオロ・ルチザーノ、ハリー・アラン・タワーズ、製作ピオ・アンジェレッティ、カルラ・カポトンディ、アドリアーノ・デ・ミケーリ、主演リノ・バンフィ、ローザ・ピアネータ